# Криванек Йосип Іванович
Йосип Іванович Криванек (21.01.1857, Горжовіце, зараз район Бероун, Чехія —†6.10.1910, Прага) — київський підприємець, чех за походженням. Засновник та керівник київського заводу Гретера і Криванека.

## Життєпис
Закінчив Празький політехнічний інститут. У 1888 році засновник Київського чавуноливарного і механічного заводу Яків Гретер запросив його на посаду директора. Після чого підприємство було реорганізовано і дістало нову назву «Київський машинобудівний і котельний завод Гретера і Криванека». Разом з Криванеком до Києва приїхав ще один інженер-фахівець з парових котлів Фердинанд Вітачек.
У 1890 року під його керівництвом розпочалася масштабна реконструкція підприємства. Основними цехами стали чавуноливарний, котельний, токарський, ковальський і рафінадних форм. Завод був одним з найбільших київських роботодавців. Уже 1894 року на заводі працював 931 робітник. За кількістю працівників підприємство поступалося в Києві лише Головним залізничним майстерням. Завод Гретера і Криванека зайняв майже монопольне становище в області постачання устаткування для цукрових заводів.
Весною 1905 року повернувся з родиною до Праги.
Помер 6 жовтня 1910 у Празі. Похований на Виноградському цвинтарі (відділення 30).
Див. особняк Й. Криванека в Києві: .